# Capito?!
Capito?! è il quinto singolo del gruppo cabarettistico veronese I Gatti di Vicolo Miracoli pubblicato nel 1978 da Warner Bros. Records.

## Il disco
Capito?! è la sigla della trasmissione televisiva Domenica in, nell'edizione della stagione 1978/1979 condotta da Corrado. Il brano è composto da Tony De Vita, Franco Torti, Stefano Jurgens e Umberto Smaila. De Vita ne cura anche gli arrangiamenti, mentre la produzione è affidata a Claudio Bonivento e la copertina è opera di Nicola Salerno, fratello di Nini Salerno, nonché futuro membro dei RADAR e dei NAD.
Il disco ottiene un buon riscontro di vendite, raggiungendo il 4º posto della classifica italiana e attestandosi come uno dei singoli più venduti dell'anno..

## Tracce
Lato A
1. Capito?! (Versione cantata) – 3:38 (Tony De Vita, Franco Torti, Stefano Jurgens, Umberto Smaila)

Lato B
1. Capito?! (Versione strumentale) – 3:28 (Tony De Vita, Franco Torti, Stefano Jurgens, Umberto Smaila)

## Formazione
- Umberto Smaila
- Jerry Calà
- Nini Salerno
- Franco Oppini